# (500153) 2012 DW66
(500153) 2012 DW66 es un asteroide perteneciente al cinturón de asteroides, descubierto el 10 de marzo de 2008 por el equipo del Spacewatch desde el Observatorio Nacional de Kitt Peak, Arizona, Estados Unidos.

## Designación y nombre
Designado provisionalmente como 2012 DW66.

## Características orbitales
2012 DW66 está situado a una distancia media del Sol de 2,609 ua, pudiendo alejarse hasta 3,014 ua y acercarse hasta 2,205 ua. Su excentricidad es 0,155 y la inclinación orbital 1,558 grados. Emplea 1539,86 días en completar una órbita alrededor del Sol.
Los próximos acercamientos a la órbita de Júpiter se producirán el 22 de noviembre de 2094 y el 6 de octubre de 2153, entre otros.

## Características físicas
La magnitud absoluta de 2012 DW66 es 17,8.